# Język lepontyjski
Język lepontyjski (leponcki) – wymarły język z rodziny celtyckiej. Należy do języków p-celtyckich. Używany był na terenach Galii Przedalpejskiej między VII a IV wiekiem przed naszą erą przez plemiona Lepontów. Zaświadczony jedynie w kilku inskrypcjach.